# 大川信用金庫
大川信用金庫（おおかわしんようきんこ）は、福岡県大川市に本店を置く信用金庫である。
店舗看板などの表記には「おおかわ信用金庫」とひらがな表記が用いられている。

## 沿革
- 1951年5月 - 大川町信用組合を設立。
- 1953年4月 - 信用金庫法に基づき、大川信用金庫となる。
- 2023年11月13日 - この日から磁気の影響を受けにくい新しい通帳（Hi-Co通帳）を取扱開始した(Hi-Co通帳に対応していない信用金庫ATMではHi-Co通帳は使えない。) [1]。

## 筑後信用金庫との合併計画
2008年10月、当信金は、久留米市に本店を置く筑後信用金庫と対等な立場で合併をすることで合意した。
当初、2009年11月を目処に合併を予定されていたが、合併準備中に両信金との間のシステム等の調整において相当以上の時間を要することなどによって慎重な準備が必要であることと、さらに全国各地にある信用金庫共同事務センターの東西各センターへの集約による日程制限なども重なったことを理由に、当初より1年11ヶ月遅れて2011年10月に延期することになった。
合併延期の発表と同時に、新金庫の名称を『福岡みなみ信用金庫』とすることが決定した。
ところが、一部において独自のシステムを採用している当信金と、信用金庫共同事務センターのシステムを全面的に利用している筑後信金との間において、2011年10月の合併時までにシステム統合の実施などで最終調整がつかないことが明らかになった。このため、予定されていた合併計画を一旦白紙に戻すことが2011年5月27日明らかにされた。